# ファミリーフィッシング
『ファミリーフィッシング』（FamilyFishing）は、バンダイナムコゲームス（後のバンダイナムコエンターテインメント）より2011年8月4日に発売されたWii用釣りゲーム。

## 概要
架空の島・ペナンカパン島（Penangkapan Island）を舞台にした釣りゲームで、海、川、湖、といったロケーションが楽しめる。オンラインランキングやネットワーク放流（釣れる魚の追加）に対応。ただし、Wi-Fiコネクションが廃止されたため、現在では正規の方法でネットに接続してのプレイはできなくなっている。
島は9つのフィールドに分かれており、ゲーム中盤で手に入るクルーザーを用いると島の外の無人島に行けるなど、様々な環境での釣りを楽しめる。

## さおコン
さおコンは、釣り竿を摸したアタッチメント。数量限定生産のさおコン同梱版に同梱。
Wiiリモコンが竿、ヌンチャクがリールのハンドルに相当する。ハンドル部分は左右どちらにも装着可能。